# Ty Cobb (singolo)
Ty Cobb è un singolo del gruppo rock statunitense Soundgarden, pubblicato nel 1997 ed estratto dall'album Down on the Upside.
La canzone è stata scritta da Chris Cornell e Ben Shepherd.

## Tracce
1. Ty Cobb – 3:05
2. Rhinosaur – 3:14
3. Big Dumb Sex – 4:11
4. Rhinosaur (The Straw That Broke the Rhino's Back remix) – 3:43